# گدایان معجزه
گدایان معجزه نام یک کتاب ادبی است که توسط کنستانتین ویرژیل گئورگیو، نویسندهٔ اهل رومانی نوشته شده‌است.